# Агуас-Белас (Пернамбуку)
Агуас-Белас (порт. Águas Belas)  —  муниципалитет в Бразилии, входит в штат Пернамбуку. Составная часть мезорегиона Сельскохозяйственный район штата Пернамбуку. Входит в экономико-статистический  микрорегион Вали-ду-Ипанема. Население составляет 37 992 человека на 2007 год. Занимает площадь 886 км². Плотность населения — 42,88 чел./км².
Праздник города — 24 мая. 

## История
Город основан в 1871 году.

## Статистика
- Валовой внутренний продукт на 2005 год составляет 92 696 000 реалов (данные: Бразильский институт географии и статистики).
- Валовой внутренний продукт на душу населения на 2005 год составляет 2606 реалов (данные: Бразильский институт географии и статистики).
- Индекс развития человеческого потенциала на 2000 год составляет 0,532 (данные: Программа развития ООН).